# Paradoxecia chura
Paradoxecia chura is een vlinder uit de familie wespvlinders (Sesiidae), onderfamilie Tinthiinae.
Paradoxecia chura is voor het eerst wetenschappelijk beschreven door Arita, Kimura & Owada in 2009. De soort komt voor in het Palearctisch gebied.